# 地獄 (佛教)

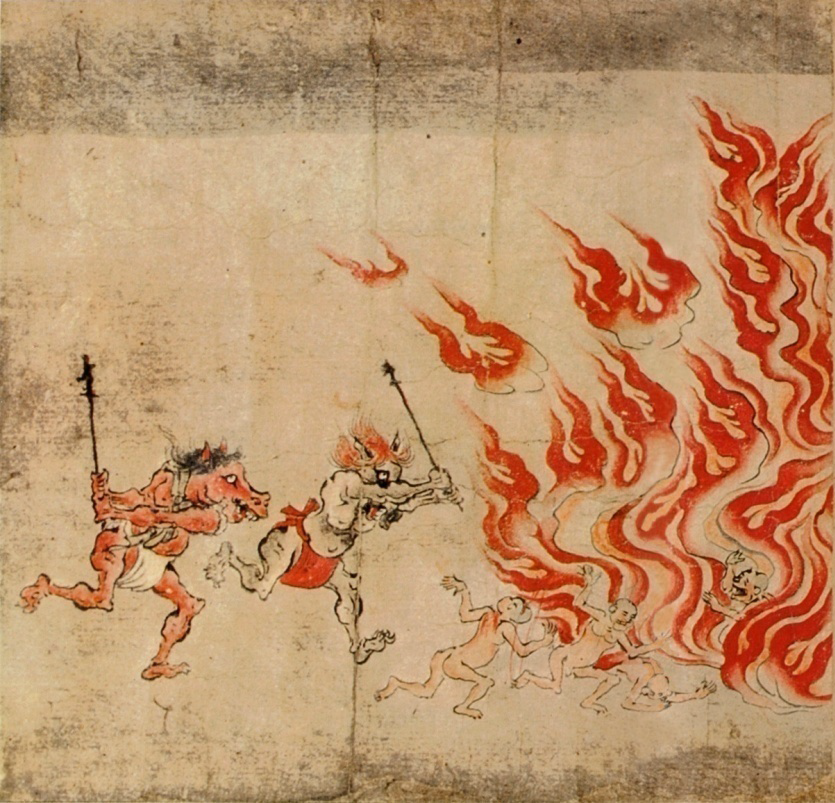
13世纪日本的“地狱绘”，描绘了马面罗刹鬼驱赶堕入地狱的饿鬼众。

地獄（羅馬化：Naraka，羅馬化：Niraya），音譯作捺落迦、那落迦、奈落、泥梨耶、泥梨、泥犁等。佛教宇宙論以此界爲輪迴流轉中最痛苦、最低劣的生存界。眾生命終後，因其人所作的惡業，將投生（梵語：upapatti）此界或其他惡趣受苦，到了業報結束後才投生他界。與餓鬼、畜生並列為三惡趣之一，代表著三不善根中的瞋恚。
佛教地獄之說極為分歧，不管在地獄的名稱、數目以及地獄所在處，都存有種種異說，反映了當時印度對此觀念的紛雜不一。到了後期，佛教諸論師漸漸融匯異說，加以綜合，才有較為一致性的說法。

## 印度文獻
早期的婆羅門文獻四吠陀，對捺落迦語焉不詳，只提到那是個黑暗無底之處，和謀殺犯的死後去處。第一個詳細描述捺落迦受苦情形的文本是Shatapatha Brahmana，在摩奴法論則紀錄了多種捺落迦名稱。這些捺落迦名稱，有些也出現於佛教經論之中，例如灰河（鞞多梨尼河）、黑繩（Kālasūtra）地獄等等。

## 類型和數量
不同佛經中，對地獄的類型和數量有種種說法，有說四、乃至於六、八、十、十五、十八、三十、六十四，到無量無邊等等，而都標榜為佛說。
同一經典甚或會兼收兩種或三種不同說法，像《長阿含·世記經》並列三種說法：
- （1）首先敘述兩大金剛山（周繞世界之鐵圍山）內，有八大地獄及其各所附屬的十六小獄，
- （2）接著說兩山內有十寒地獄，
- （3）末尾又提及閻羅王掌大地獄及其十六小獄。

但這三說在其它佛經之中，卻可能各自獨立，分別出現。
綜合而言之，捺落迦有所谓“四类十八地狱”，四类即八大地狱（八熱地獄）、八寒地狱、近边地狱（遊增地獄）、孤独地狱（不在地底，而是在河畔、山頂、曠野，隨著死者業報，臨時出現）。其中八热地狱和八寒地狱屬於根本地狱，為上下纵贯的八大炎热地狱，以及四方连横的八大寒冰地狱。

### 十八地獄
失譯的《十八泥犁經》把十八地獄分為兩大類，在地底下的八火獄（先就乎、居盧倅略、桑居都、樓、旁卒、草烏卑次、都意難且、不盧都般呼）和位於天地邊際的十寒獄（烏竟都、泥盧都、烏略、烏滿、烏藉、烏呼、須健渠、末頭乾直呼、區逋塗、沈莫）。
《長阿含·世記經》述位於世界盡頭地兩大金剛山(輪圍山)內，有八大地獄，接著說二山中間又有十寒地獄，合為十八地獄，中有閻羅王宮。
印順法師以八大地狱（八熱地獄）、八寒地狱、近边地狱（遊增地獄）、孤独地狱，前十六後二而計為十八地獄。

### 八大地獄
1. 等活地獄（梵語：Saṃjīva或Sañjīva；巴利語：Sañjīva，更生），又名想大地獄[10]
2. 黑繩地獄（梵語：Kālasūtra；巴利語：Kālasutta）[11]
3. 眾合地獄（梵語：Saṃghāta；巴利語：Sanghāta，堆壓、聚磕）[12]
4. 叫喚地獄（梵語：Raurava；巴利語：Roruva或Jālaroruva，叫喚）[13]
5. 大叫喚地獄（梵語：Mahāraurava；巴利語：Mahāroruva或Dhūmaroruva，大叫喚、大號叫）[14]
6. 焦熱地獄（梵語；巴利語：Tapana，燒炙、燒熱）[15]
7. 大焦熱地獄（梵語：Pratāpana；巴利語：Patāpana或mahātāpana，大燒炙、極燒熱、極炎熱）[16]
8. 無間地獄（梵語：Avīci；巴利語：Mahāvīci，阿鼻）[17]

此八大（熱）地獄名稱，出現於南傳上座部佛教《本生經》的義注，傳為法藏部所誦的《長阿含·世記經》，《雜阿含1244經》，《增壹阿含經42品2經》，以及根本說一切有部《天譬喻》等等，由於此處猛火燒然，而受極熱苦迫。
犢子部《四阿鋡暮抄解》（三法度論）和《立世阿毘曇論》，又說等活黑繩二獄中間，其有地獄名曰大巷地獄（大市獄），如大市巷，而說九火獄。
《修行道地經》所言八火獄則為「想（等活）、黑繩、合會（眾合）、鐵葉（asi-pattra-vana，劍葉林）、沸灰（kṣārôdaka-nadī，灰河）、叫喚、大叫喚、阿鼻摩訶」。

### 八寒地獄
1. 具皰（梵語：Arbuda；巴利語：Abbuda，頞部陀、頞浮陀、厚雲）地狱
2. 皰裂（梵語：Nirarbuda；巴利語：Nirabbuda，尼刺部陀、泥賴浮陀、無雲）地獄
3. 阿吒吒（梵語；巴利語：Aṭaṭa，頞唽吒）地獄
4. 阿波波（梵語：Hahava或Apapa；巴利語：Ababa，臛臛婆）地獄
5. 阿睺睺（梵語：Huhuva或Hahādhara；巴利語：Ahaha，虎虎婆）地獄
6. 青蓮（梵語：Utpala；巴利語：Uppala，鬱波羅、嗢鉢羅、優鉢羅）地獄
7. 紅蓮（梵語：Padma；巴利語：Paduma，波特摩、鉢特摩、鉢頭摩）地獄
8. 大紅蓮（梵語：Mahapadma；巴利語：Mahāpaduma，摩訶波頭摩，摩訶鉢特摩）地獄

此八寒地獄名稱出現於雜阿含1278經、《大智度論》、《瑜伽師地論》、玄奘所譯《俱舍論》以及《順正理論》，由於位在世界邊緣，日月不照的極寒之處，而受冰寒之迫。
在真諦所譯《阿毘達磨俱舍釋論》說此八種為「頞浮陀、尼剌浮陀、阿吒吒、阿波波、漚喉喉、鬱波羅（青蓮）、波頭摩（紅蓮）、分陀利柯（Pundarīka，白蓮）」，《大智度論》的另一說為「阿浮陀、尼羅浮陀、阿羅邏、阿婆婆、休休、漚波羅、分陀梨迦、摩呵波頭摩」，大乘涅槃經則說「阿波波地獄，阿吒吒地獄，阿羅羅地獄，阿婆婆地獄，優鉢羅地獄（青蓮），波頭摩地獄（紅蓮），拘物頭地獄（Kumuda，柔毛睡蓮），分陀利地獄（白蓮）」。
另有經論列十寒獄，如：
- 《十住毘婆沙論》：「又於寒氷地獄：頞浮陀地獄、尼羅浮陀地獄、阿波波地獄、阿羅羅地獄、阿睺睺地獄、青蓮華地獄、白蓮華地獄、雜色蓮華地獄、紅蓮華地獄、赤蓮華地獄（Kumuda?）[23]。」，一作「阿浮陀、尼羅浮陀、阿波簸、阿羅邏、休休、欝鉢羅(Utpala)、拘勿陀(Kumuda)、須曼那(Sumana)、分陀利(Pundarīka)、鉢頭摩(Padma)」[22]
- 《長阿含·世記經》：「厚雲，無雲，呵呵，奈何，羊鳴，須乾提（Sogandhika，香睡蓮），優鉢羅（青蓮），拘物頭（柔毛睡蓮），分陀利（白蓮），鉢頭摩（紅蓮）」
- 《十八泥犁經》說：「烏竟都(Arbuda)、泥盧都(Nirarbuda)、烏略、烏滿、烏藉、烏呼、須健渠（Sogandhika）、末頭乾直呼、區逋塗（Kumuda?）、沈莫」。
- 《立世阿毘曇論》以及犢子部《四阿鋡暮抄解》：「一名頞浮陀。二名涅浮陀。三名阿波波。四名阿吒吒。五名嚘吼吼。六名欝波縷（青蓮）。七名拘物頭（柔毛睡蓮）。八名蘇健陀固（Sogandhika）。九名分陀利固（白蓮）。十名波頭摩（紅蓮）」。

南傳上座部佛教在《相應部》（6相應10經）《增支部》《經集》等聖典中提及十種寒獄，順序為「Abbuda、Nirabbuda、Ababa、Atata、Ahaha、Kumuda、Sogandhika、Uppala、Pundarīka、Paduma」。又小部經集、藏外文獻Lokapaññati，亦有列出，次序有異。
別譯雜阿含276經所列寒獄為六種：阿浮陀(Arbuda)、尼羅浮陀(Nirarbuda)、呵吒吒、睺睺、蓮華(Padma)、大蓮華地獄(Mahapadma)。

### 遊增地獄
依《中阿含》以及《中部》天使經所記載，閻羅王掌管地獄。詰問罪人後將其交付獄卒，送入四門大地獄（巴利語：mahāniraya）中。南傳上座部佛教的《增支部》義注，注解此大地獄（mahāniraya）又常被稱為阿鼻地獄。註釋書中，又有將十寒獄視為從屬於此大地獄的說法。大地獄的眾生，受苦完了，從每一門出來，尚要「周遍遊歷」餘地獄，所以稱為遊增。
據中阿含《天使經》，出此大地獄外，依次要入餘五獄受苦，計有：
- 煻煨（梵語；巴利語：Kukkula，熱灰、峰巖）地獄，
- 屍糞（梵語；巴利語：Gūtha [或：kuṇapa]）地獄，
- 劍葉林（梵語：asi-pattra-vana；巴利語：Asi-patta-vana，鐵鍱林、刃葉林）地獄，
- 鐵刺林（梵語：ayaḥ-śālmalī-vana；巴利語：Simbali-vana，絹綿樹林、鐵劍樹林、鐵設拉末梨林）地獄，
- 灰河（梵語：kṣārodaka-nadī或kṣāra-nadī；巴利語：Khārodaka-nadī，鹹河、烈河 [即：鞞多梨尼河（英语：Vaitarna River (mythological)）]）地獄[26]。

在順正理論及俱舍論等北傳論書中，又增列「刀刃路」（梵語：asi-dhārā），並把該處與「劍葉林」、「鐵刺林」，合併為「鋒刃」增（梵語：kṣuradhārā）。如此一來，從煻煨增，經中途兩增，再到灰河增，計為四增，東西南北四門各安四增地獄，就有十六遊增地獄。《修行道地經》中，附屬於阿鼻地獄的小地獄，前二與俱舍論等相同，後二名為燒炙、烳煮，各安於東西南北四門，而為十六。
此大地獄四門外入小獄之說，又可見於《中部》、《泥犁經》、《五苦章句經》、增壹阿含32品4經、增壹阿含51品8經、增壹阿含42品2經等。
若據法藏部所誦的《長阿含·世記經》，其中提到閻羅王所掌管的大地獄外，尚有十六小獄，或許是指該世記經八大地獄各自的附屬小獄，從黑沙獄，至寒冰獄，計有十六。每一大地獄，皆附有此十六小獄。《增壹阿含經42品2經》亦有記載十六小獄名目，從優鉢（Utpala）獄，至熱鐵丸獄，與長阿含所記名稱，多有不同。
若依《大智度論》則說此十六小地獄為八寒冰八炎火，以八寒地獄，再間以從炭坑獄，至銅橛獄的八種炎火小地獄，而成十六。八寒地獄在此論，反被視為附屬於八大地獄的小地獄。《十住毘婆沙論》以附屬於八大地獄的眷屬地獄為八小地獄，其名從炭火至鹹河。
綜合言之，八大地獄的附近邊緣，是此熱地獄的眷屬小地獄。若八大地獄，都再安立十六小獄，如此一來，就共有一百二十八小獄。再加入根本之八大地獄，則大小總成一百三十六地獄。另一種類型則是只在阿鼻地獄的四門之外附屬小地獄。

### 孤獨地獄
或位於四洲之中、江河山邊，或位於地下、空中等處，不隸屬於上記之各大小地獄。這不是眾多和集一處，而是少數，或一或二的眾生，由於個別業力招感，而臨時發生。佛經中似沒提到此種類型的地獄，應為論師創見。

## 位置
《十八泥犁經》認為火獄在地底下。寒獄則位於世界邊際，寒獄之處日月為大山所遮蔽，故冥寒。並以寒獄之苦更甚於火獄。
《阿毘達磨藏顯宗論》和《立世阿毘曇論》同於《十八泥犁經》，認為熱地獄在贍部洲之底下，寒地獄在繞四洲輪圍山外極冥闇所。但兩論皆以火獄的無間地獄為最苦。
《阿毗達磨俱舍論》認為於眾生所居住的閻浮提下方4萬由旬處為無間地獄，上有餘七熱地獄，而寒地獄在熱地獄傍。熱地獄旁邊1萬由旬，再向下3萬2千由旬處，即為橫向延伸的八寒地獄，八寒地獄均距離前一地獄2200由旬。
《長阿含·世記經》則說冰火二地獄皆位於世界盡頭。在須彌山世界最外側被有如輪子般的鐵輪山包住，鐵輪山又分內外；地獄與閻魔王宮便位於此處。雙重鐵輪山間是太陽與月光無法到達之處。

## 中國傳說
佛教地獄之說傳至中國後，因格義之故，而與死後「魂歸泰山」（太山）或「酆都鬼城」的觀念有所比附交融。中國民間信仰吸收佛教地獄之說，產生常見的「十八層地獄」說法。在明清時期，隨白話小說創作的發展，文學作品當中出現的「十八層地獄」與佛經當中的「十八地獄」已有很大不同，越來越表現出本土化的特點，在道教和民間信仰中發展出十殿閻王的概念。又有牛頭馬面的說法，牛頭來自《鐵城泥犁經》、《五苦章句經》所說的鬼差“牛頭阿傍”；馬面來自《楞嚴經》“馬面羅剎”，或也混淆了馬頭明王。
漢傳佛教以地藏菩薩為救度六道眾生的菩薩聖者，謂地獄眾生所受業報最為苦痛，而生大悲心（Mahā-karuṇā）發願「地獄不空，誓不成佛」。